# Luisa Debiasio Calimani
Luisa Debiasio Calimani (Trieste, 30 marzo 1939) è un architetto e politica italiana ed ex deputata nella XIII legislatura.

## Biografia
Nata a Trieste, laureata all'Istituto Universitario di Architettura di Venezia con il prof. Giuseppe Samonà con il quale ha condiviso negli anni 80 un'intensa attività professionale nel Comune di Cadoneghe.

### Carriera Politica
Consigliere regionale del Veneto, membro della Commissione tecnica regionale (CTR) ha ricoperto l'incarico di membro del consiglio dell'Ente Parco dei Colli Euganei. Eletta al consiglio provinciale è stata Presidente della Commissione Urbanistica della Provincia di Padova.
Assessore alla casa, al verde ed alla politica delle periferie del Comune di Padova nella prima giunta guidata da Flavio Zanonato.
Eletta alla Camera dei deputati nel 1996 nelle file dei Democratici di Sinistra nella circoscrizione VII VENETO 1 nel Collegio 18 - Albignasego. Durante il mandato parlamentare è stata componente della Commissione Urbanistica, Ambiente, Lavori Pubblici e della Commissione Bicamerale per le Questioni Regionali. Ha inoltre partecipato alla Conferenza di Buenos Aires sulle mutazioni climatiche come rappresentante del Parlamento Italiano e al Convegno Internazionale Habitat II a Recife nel 1996, come rappresentante europeo dell'ONU.
È stata anche consigliere del Ministro delle infrastrutture e dei trasporti quanto alle Politiche Abitative e del Territorio, componente della Commissione VIA Speciale del Ministero dell'Ambiente e della Tutela del Territorio e del Mare. Membro effettivo dell'Istituto Nazionale di Urbanistica; Docente della Facoltà di Architettura di Ascoli Piceno, Università di Camerino nel corso di “Analisi della città e del territorio”.
Dal 2005 è Presidente del Consiglio Direttivo l'Associazione Villa Draghi.

#### Attività Legislativa
L'attività legislativa regionale e nazionale, le pubblicazioni e la partecipazione a delegazioni ufficiali e comunicazioni a Convegni nazionali e internazionali hanno riguardato i temi dell'Architettura, dell'Ambiente, del Territorio, delle Politiche Abitative, della Città, del Paesaggio, dei Parchi, delle Aree Metropolitane, in particolare nel Veneto il Piano di risanamento delle acque, dei rifiuti, delle cave.